# Компанигандж (город, Ноакхали)
Компанигандж (бенг. কোম্পানিগঞ্জ, англ. Companiganj) — город на юго-востоке Бангладеш, административный центр одноимённого подокруга. Площадь города равна 6,5 км². По данным переписи 2001 года, в городе проживало 17 340 человек, из которых мужчины составляли 52,77 %, женщины — соответственно 47,23 %. Плотность населения равнялась 2668 чел. на 1 км².